# 切り合い関係
切り合い関係（きりあいかんけい）とは、おもに考古学分野で用いられる、重複の痕跡を示す用語。「累重」という現象が、プラス痕跡の重複を示すのに対し、「切り合い」はマイナス痕跡の重複を示すととらえられる。

## 遺構の切り合い関係

白色で示された土坑は黒色で示された土坑によって「切られて」いる＝白色の方が旧い土坑

異なる時期に築かれた複数の遺構が重なり合っている場合、それらの時期の前後関係、つまり層位的な新旧関係のことを指す考古学の現場での用語である。たとえば、遺構Aを破壊して遺構Bが造られている状況からは、遺構Bが遺構Aよりも新しいことが確認できる。これにより、とくに同一層や同一地表面における住居や土坑の造営・廃棄の変遷を知ることができる。
土坑の例で説明すると、相互の切り合い関係については、先行する土坑の形成（マイナス痕跡の形成）→土坑内への堆積（プラス痕跡の形成）→後行する土坑の形成（マイナス痕跡の形成）→土坑内への堆積（プラス痕跡の形成）というサイクルをたどるが、切られた土坑は切った土坑より旧いと判断するわけである。

## 遺物の切り合い関係
遺構の切り合い関係の痕跡研究の方法は、しばしば遺物に対しても応用され、多大な成果をあげている。

### 石器における切り合い
石器を観察し、石器材料となる石片（母岩）に打撃を加えて生じる剥離面が2つ以上接している場合、リング（打撃痕）の観察によって剥離面形成の前後関係（新旧関係）がわかる。石器製作に関しては、プラス痕跡の形成が存在せず、マイナス痕跡の連鎖を観察していくことになるが、これをもとに石器製作の手順を解明していくことになる。

### 土器などにおける切り合い
土器の観察、とくに縄文土器の場合や施された文様が相互に重複する場合、その前後関係を観察することによって、施文の手順を推測することができる。この方法論について五十嵐彰は、金属器鋳型における沈線の切り合いや古墳の壁画に生じた傷跡の重なりの観察など、あらゆる対象に向けて応用可能な手法であると提唱している。